# Chris Hardwick
Christopher Ryan "Chris" Hardwick (23/11/1971) là một diễn viên, diễn viên hài, nhà văn, nhạc sĩ, diễn viên lồng tiếng người Mỹ. Anh được biết đến nhiều nhất với diễn xuất vai Mike Phirman trong Hard 'n Phirm, dẫn chương trình Singled Out, Wired Science, Web Soup, và The Nerdist Podcast, hiện là người lồng tiếng Otis trong Back at the Barnyard.

## Thời trẻ
Hardwick sinh ở Louisville, Kentucky, là con trai của cựu tuyển thủ bowling chuyên nghiệp Billy Hardwick và Sharon Hills, một nhân viên bất động sản ở Pasadena, California. Anh được đặt tên theo Chris Schenkel. Anh lớn lên ở Tennessee, theo học trường K-12 St. Benedict at Auburndale, sau đó học Trường phổ thông trung học Regis Jesuit ở Colorado, và sau dó là Trường trung học Loyola.
Hardwick học triết học tại UCLA, nơi anh là một thành viên của Hội nam sinh Chi Phi lúc học năm đầu. Hardwick là bạn cùng phòng với Wil Wheaton một thời gian. Họ đã gặp nhau trong một sô diễn Arachnophobia trong Burbank, California.